# Szkoła parafialna w Opolu - Nowej Wsi Królewskiej
Szkoła parafialna w Opolu – Nowej Wsi Królewskiej – zabytkowy gmach katolickiej szkoły parafialnej zbudowany 1899 roku. Dwupiętrowy, neogotycki, zbudowany z czerwonej cegły budynek mieścił początkowo szkołę męską i żeńską. W 1913 roku szkołę przekształcono w męską, a następnie w 1939 roku w szkołę powszechną. Po wojnie pełnił funkcję szkoły podstawowej, która została zamknięta w 1975 roku, a budynek zaczął pełnić funkcje biurowe. Ten stan trwał do 2001 roku, kiedy przekazano go stowarzyszeniu „Hospicjum Opolskie”, rozpoczęto remont i w 2012 roku otwarto tu Centrum Opieki Paliatywnej „Betania”.
Budynek wpisany jest do wojewódzkiego rejestru zabytków z wpisem szkoła parafialna, pl. Kościelny, 1899, nr rej.: A-1/2001 z 20.05.2001.